# Alexander Gerard
Alexander Gerard (1728 – 1795) fue un clérigo escocés (ministro de la Iglesia de Escocia), académico y escritor filosófico.

## Vida
Gerard nació el 22 de febrero de 1728, hijo del reverendo Gilbert Gerard (fallecido en 1738), en la casa parroquial de Garioch en Aberdeenshire. Recibió su educación primaria en la Escuela Parroquial de Foveran, por entonces Escuela de Gramática de Aberdeen.
Se graduó en la Universidad de Aberdeen en 1744, acudiendo a continuación a la Universidad de Edimburgo para estudiar Teología. Fue autorizado a predicar en 1748.
En 1750 regresó a la Universidad de Aberdeen como lector de Filosofía Moral, pasando a ser profesor en 1752, basado en el Marischal College.De 1760 a 1771 fue profesor de Teología en Marischal, trasladándose al King's College en 1771. Como profesor introdujo varias reformas. Durante esta época también ejerció como párroco en la ciudad, sirviendo en la Iglesia de Greyfriars.
En 1764 fue el Moderador de la Asamblea General de la Iglesia de Escocia.
Fue miembro de la Sociedad Filosófica de Aberdeen, fundada por John Gregory e incluyendo a miembros como Thomas Gordon.
En 1783 fue uno de los miembros fundadores de la Sociedad Real de Edimburgo.
Murió el 22 de enero de 1795.

## Publicaciones
- En 1756 ganó el premio para un "Essay on Taste" (Ensayo sobre el Gusto), que junto con un "Essay on Genius" (Ensayo sobre el Genio), fueron posteriormente publicados. Estos tratados, actualmente obsoletos, le proporcionaron una reputación considerable.[2]
- "Compendious View of the Evidences of Natural and Revealed Religion" (Visión Compendiada de las Evidencias de la Religión Natural y Revelada), trabajo conjunto de Alexander Gerard y de su hijo Gilbert Gerard publicado en 1828.[5]

## Eponimia
- El cráter lunar Gerard lleva este nombre en su memoria.